# Wrestling Dontaku (2024)
Wrestling Dontaku 2024 fue la vigésima edición de Wrestling Dontaku, un evento pago por visión de lucha libre profesional producido por New Japan Pro-Wrestling (NJPW). Tuvo lugar el 3 y 4 de mayo de 2024 desde el Fukuoka Kokusai Center en Fukuoka, Japón.

## Resultados

### Día 1: 3 de mayo
En paréntesis se indica el tiempo de cada combate:
- Kickoff: Shoma Kato y Boltin Oleg derrotaron a Katsuya Murashima y Togi Makabe (6:57).
  - Oleg cubrió a Murashima después de un «Kamazie».
- House of Torture (SHO & Yujiro Takahashi) derrotaron a Just 5 Guys (TAKA Michinoku & DOUKI) (7:29).
  - Takahashi cubrió a Michinoku después de un «Big Juice».
- Just 5 Guys (Yuya Uemura, Taichi & SANADA) derrotaron a United Empire (Callum Newman, Francesco Akira & Great-O-Khan) (9:14).
  - Uemura cubrió a Newman después de un «Deadbolt Suplex».
- Guerrillas of Destiny (Jado, El Phantasmo & Hikuleo) derrotaron a TMDK (Kosei Fujita, Shane Haste & Mikey Nicholls) (6:55).
  - El Phantasmo cubrió a Nicholls después de un «School-Boy».
- Bullet Club (Taiji Ishimori, Chase Owens & KENTA) derrotaron a Bishamon (Hirooki Goto & Yoshi-Hashi) y Tiger Mask IV (7:34).
  - Owens cubrió a Mask después de un «Package Piledriver».
- Los Ingobernables de Japón (BUSHI, Hiromu Takahashi, Shingo Takagi & Tetsuya Naito) derrotaron a Bullet Club War Dogs (Gedo, Drilla Moloney, Clark Connors & Gabe Kidd) (11:16).
  - BUSHI forzó a Gedo a rendirse con un «Fable».
- House of Torture (Yoshinobu Kanemaru, Ren Narita & EVIL) (con Dick Togo) derrotaron a El Desperado, Shota Umino y Jon Moxley (8:44).
  - Kanemaru cubrió a El Desperado después de un «Samson Clutch».
- Jeff Cobb derrotó a Zack Sabre Jr. y ganó el Campeonato Televisivo de NJPW World (13:28).
  - Cobb cubrió a Sabre después de un «Tour of the Islands».
- David Finlay (con Gedo) derrotó a Yota Tsuji (22:22).
  - Finlay cubrió a Tsuji después de un «Overkill».
- Nic Nemeth derrotó a Hiroshi Tanahashi y retuvo el Campeonato Global Peso Pesado de la IWGP (17:22).
  - Nemeth cubrió a Tanahashi después de un «Danger Zone».
  - Después de la lucha, David Finlay atacó a Nemeth y Tanahashi, pero fue repelido por el primero, quien lo retó a una lucha por su título al día siguiente.

### Día 2: 4 de mayo
En paréntesis se indica el tiempo de cada combate:
- Kickoff: Katsuya Murashima y Togi Makabe derrotaron a Jet Wei y Naoki Sakurajima (7:08).
  - Makabe cubrió a Wei después de un «King King Knee Drop».
- Kickoff: TMDK (Shane Haste & Mikey Nicholls) derrotaron a Shoma Kato y Tiger Mask IV (8:08).
  - Nicholls cubrió a Kato después de un «Power Bottom».
- United Empire (Francesco Akira & Great-O-Khan) derrotaron a Just 5 Guys (Yuya Uemura & DOUKI) (7:54).
  - Akira cubrió a DOUKI después de un «Jorge Riveria Special».
- TMDK (Kosei Fujita & Zack Sabre Jr.) derrotaron a United Empire (Callum Newman & Jeff Cobb) (9:27).
  - Sabre cubrió a Newman después de un «Zack Driver».
- El Desperado, Shota Umino, El Phantasmo y Hikuleo derrotaron a House of Torture (Yoshinobu Kanemaru, SHO, Yujiro Takahashi & EVIL) (con Dick Togo) (7:26).
  - Umino cubrió a Takahashi después de un «Death Rider».
- Boltin Oleg y Hiroshi Tanahashi derrotaron a Just 5 Guys (Taichi & SANADA) (8:57).
  - Tanahashi cubrió a Michonoku después de un «High Fly Flow».
- Los Ingobernables de Japón (BUSHI, Hiromu Takahashi, Yota Tsuji & Tetsuya Naito) derrotaron a Bullet Club War Dogs (Gedo, Drilla Moloney, Clark Connors & David Finlay) (9:56).
  - Naito cubrió a Moloney después de un «Destino».
- Bullet Club (Chase Owens & KENTA) derrotaron a Bishamon (Hirooki Goto & Yoshi-Hashi) y ganaron el Campeonato en Parejas de la IWGP (12:44).
  - Owens cubrió a Goto después de un «Jackknife Pin».
- Shingo Takagi derrotó a Gabe Kidd y retuvo el Campeonato de Peso Abierto NEVER (21:23).
  - Takagi cubrió a Kidd después de un «Last of the Dragon».
- David Finlay (con Gedo) derrotó a Nic Nemeth y ganó el Campeonato Global Peso Pesado de la IWGP (14:34).
  - Finlay cubrió a Nemeth después de un «Overkill».
- Jon Moxley derrotó a Ren Narita y retuvo el Campeonato Mundial Peso Pesado de la IWGP (25:18).
  - Moxley cubrió a Narita después de un «Death Rider».